# Bosbergstjärnen
Bosbergstjärnen är en sjö i Falu kommun i Dalarna och ingår i Dalälvens huvudavrinningsområde.